# Terrilimosina nana
Terrilimosina nana är en tvåvingeart som beskrevs av Hayashi 1992. Terrilimosina nana ingår i släktet Terrilimosina och familjen hoppflugor. Inga underarter finns listade i Catalogue of Life.